# 国际印刷联盟
国际印刷联盟（英語：International Typographical Union，缩写为ITU）是北美地区历史上的一个工会，代表报纸及其他媒体的印刷行业工人。它于1852年5月3日在美国成立，最初取名为全国印刷联盟。1869年，在纽约州奥尔巴尼的大会上，因开始吸纳加拿大的会员，该组织改名为国际印刷联盟。该组织是最早接纳女性会员的工会之一，1869年起接纳了包括奥古斯塔·刘易斯、玛丽·摩尔和伊娃·霍华德在内的女性会员。  
排字工人受过良好教育，具有一定的经济流动性，广泛分布于各大城市的报社中，并有独特的能力通过媒体宣传为自身争取权益。这使得工会在改善工作条件方面走在前列。1897年，在该组织主席W·B·普雷斯科特的领导下，工会成功争取到48小时工作周以及全体印刷工人的标准工资。大萧条时期，该组织推动了40小时工作周的实施，且对雇主无额外成本，以便在就业机会减少时实现工作共享。此举随后被其他工会采纳，并最终通过联邦立法在美国劳动领域普遍推行了40小时工作周。  
该组织的民主选举中存在独特的派系对立，这一制度由西摩·马丁·利普塞特在其合著的书籍《工会民主：国际印刷联盟的内部政治》中记录。各地方工资委员会致力于争取体面的工资待遇，而执行委员会则派遣该组织的代表协助地方工会进行合同谈判。所有合同都需由执行委员会和报社出版商双方批准和通过。在大部分历史中，该组织受益于“独立派”和“进步派”之间的友好竞争，为工会的控制权展开竞争。  
随着自动化、计算机化以及印刷媒体机械化导致排字工人工作的减少，1986年，该组织大多数的邮递员成员投票决定与国际卡车司机兄弟会合并，其余排字工人则加入“美国通讯工人”组织。在解散前，该组织是美国历史最悠久的工会。